# Förvaltningsprocesslagen
Förvaltningsprocesslagen (1971:291) är en svensk lag avsedd att reglera rättegångsförfarandet och handläggningen i förvaltningsdomstolarna.
Förvaltningsprocesslagen har – tillsammans med lagen (1971:289) om allmänna förvaltningsdomstolar – samma funktion för förvaltningsdomstolarna som rättegångsbalken har för de allmänna domstolarna.

## Allmänt
Förvaltningsprocesslagen ändrades 15 februari 2010 i flera viktiga avseenden huvudsakligen beroende på att 12 förvaltningsrätter ersatte 23 länsrätter, som därmed upphörde.
Har i lag föreskrivits annan ordning gäller den bestämmelsen. Detta betyder alltså att finns en sådan bestämmelse ska förvaltningsprocesslagen inte tillämpas. Sådana bestämmelser finns bland annat i skatteförfarandelagen och utlänningslagen. Efter grundlagsändringen 2010 är det inte längre möjligt för regeringen att meddela processuella föreskrifter, då sådana ska meddelas i lag (se 11 kap. 2 § regeringsformen).

## Om förfarandet
Ett mål i förvaltningsdomstol anhängiggörs (startas) vanligen genom en ansökan eller ett överklagande.

### Skriftlig handling
Anhängiggörande måste ske genom en skriftlig handling som undertecknats av parten eller hans ombud. Skriften ska innehålla en mängd uppgifter om parten, hans ombud och ibland om motparten vilket framgår av 2 § (1971:291). Skriften måste också innehålla ett tydligt angivande av 
1. det beslut som överklagas
2. partens yrkande (det vill säga parten måste tydligt ange vad vill ha för ändring till stånd)
3. en beskrivning av de omständigheter han åberopar tillstöd för sin talan.
4. de bevis han åberopar och vad han vill styrka med varje bevis.

Fordras prövningstillstånd måste de omständigheter, som åberopas för att detta ska meddelas, anges också.

#### Ofullständig skrift
Är skriften ofullständig kan domstolen begära att den kompletteras. Sker inte detta eller är skriften helt ofullständig kan talan avvisas.
- Av Regeringsrättens beslut i RÅ 2002 ref. 29 framgår att anteckningar på ett delgivningskvitto när det av anteckningarna framgick att adressaten var missnöjd med avgörandet ansågs som ett överklagande.[7]

### Rätt myndighet
Överklagandeskriften ska sändas eller lämnas till den myndighet som meddelat beslutet inom tre veckor sedan part fått del av beslutet.

#### Kontroll
Myndigheten ska kontrollera att överklagandeskriften kommit in i tid. Om det kommit in för sent ska överklagandet avvisas med undantag för det fall att myndigheten lämnat felaktig besvärshänvisning eller överklagandet i rätt tid kommit in till den domstol som ska pröva överklagandet.

#### Överlämnande
Om överklagandet inte avvisas ska den myndighet som har meddelat beslutet överlämna det och övriga handlingar i målet till den domstol som skall pröva överklagandet med undantag för det fall att myndigheten själv rättat beslutet enligt 28 §.

### Partsställning
I förvaltningsdomstolarna sker en omvandling av partsställningen på så sätt att den myndighet, vars beslut överklagats, blir den enskildes motpart.
Omvandling har skett i rättsfallen
- MÖD 2003:19 där miljönämnden blev motpart eftersom det var dess beslut som överklagats.[11]
- RÅ 2002 ref. 68 där socialnämnd men inte försäkringskassan blev motpart i länsrätt när nämnden överklagat kassans beslut.[12]
- RÅ 2008 ref. 4 I mål om en friskolas rätt till bidrag från kommunen är friskolan – men inte Skolverket – kommunens motpart när denna överklagat Skolverkets beslut.[13]

Omvandling har inte skett i
- MÖD 2004:54 av vilket rättsfall framgår att länsstyrelse inte blivit motpart eftersom beslutet ” inte gått länsstyrelsen emot”.[14]
- RÅ 2004 ref. 22 av vilket framgår att Jordbruksverket saknar rätt att överklaga domstols avgörande i mål om förvärvstillstånd enligt jordförvärvslagen, när länsstyrelse meddelat första beslutet i saken.[15]
- RÅ 2006 ref. 1 där en kommunal nämnd, i vars ärende en kammarrätt beviljat resning, har ansetts sakna rätt att överklaga kammarrättens resningsbeslut.[16]
- HFD 2011 ref 51 eftersom Trafikverket saknade rätt att överklaga en förvaltningsmyndighets beslut. Sådan rätt föreligger endast om enskild överklagat beslut.[17]

### Utredningsskyldighet
Förvaltningsdomstol har en skyldighet att tillse att mål blir tillräckligt utrett.
- I mål om uppehållstillstånd, där klaganden åberopar skyddsbehov och till stöd för detta ingivit handlingar som av svensk ambassad bedömts kunna vara äkta samt där klagandens trovärdighet är avgörande för bedömningen, åligger det migrationsdomstolen att se till att målet blir tillräckligt utrett, till exempel genom att hålla muntlig förhandling eller på annat sätt utreda oklarheterna i målet enligt MIG 2006:1.
- Ett förordnande enligt 8 kap. 6 § utlänningslagen borde inte ha meddelats i Migrationsverkets beslut och därefter ha fastställts i migrationsdomstolens dom, dels på grund av att rättsliga förutsättningar för ett sådant förordnande saknades, dels då det förelåg brister i förfarandet hos Migrationsverket och migrationsdomstolen. Fråga också om migrationsdomstolen kunnat läka bristerna i Migrationsverkets handläggning samt hur migrationsdomstolar och Migrationsverket skall hantera landinformation enligt MIG 2006:7.
- Vid prövning av en ansökan om uppehållstillstånd kan uppgifter av vikt återfinnas inte endast i sökandens dossier utan även i den dossier som avser den person till vilken anknytning söks (anknytningspersonen). Migrationsdomstolen har i målet endast haft tillgång till sökandens dossier trots att Migrationsverket i sitt beslut även beaktat uppgifter i anknytningspersonens dossier. Målet har på denna grund, allvarliga brister i handläggningen och uppenbart oriktig rättstillämpning återförvisats till migrationsdomstolen för fortsatt handläggning enligt MIG 2007:7.

### Handläggningen

#### Skriftligt
Förfarandet är i huvudsak skriftligt.
Motparten ska föreläggas att yttra sig skriftligen. Gör denne inte det kan målet ändå avgöras. Den som svarar ska ange om han medger eller bestrider yrkandena i målet och – om bestridande sker – vilka skäl han har. Han ska också ange sin bevisning. Vad motparten anfört ska kommuniceras (överlämnas för yttrande eller för kännedom) med parten.

#### Muntlig förhandling
Muntlig förhandling kan ske om det är någon del av målet som inte kan belysas genom skriftliga handlingar. I så fall kan just denna fråga behandlas muntligen om det kan vara ”till fördel för utredningen” eller domstolen kan avgöra målet snabbare. Om enskild part begär det och muntlig förhandling ej är obehövlig ska sådan hållas. Sedan Europakonventionen ratificerades av Sverige så har frågan om muntliga förhandlingar blivit mer aktuell.
Muntlig förhandling ska alltid hållas enligt 35 § LVU, om någon part begär det. Parterna ska också upplysas om sin rätt att begära muntlig förhandling. Det är därför mycket vanligt med muntlig förhandling i mål enligt LVU.
Enligt 36 § LPT ska muntlig förhandling hållas om det inte är uppenbart obehövligt.

#### Om muntlig förhandling
Om muntlig förhandling ska förekomma ska parterna kallas. Enskild part kan kallas vid vite.
Vid muntlig förhandling gäller reglerna i rättegångsbalkens 5 kapitel om offentlighet och ordning. Det betyder att domstolen kan bestämma om stängda dörrar bland annat enligt 27 kapitlet offentlighets- och sekretesslagen. Vid förhör med den som är under femton år eller lider av en psykisk störning kan stängda dörrar bestämmas.

#### Protokoll
Vid muntlig förhandling ska protokoll föras.
Vid protokollföring gäller Förordningen om protokollföring m.m. vid de allmänna förvaltningsdomstolarna (1979:575).

#### Handläggning
Part ska ha fått kännedom om det som tillförts målet genom annan än honom själv innan ett mål avgörs.
- När handläggningsfel funnits både hos Migrationsverket och migrationsdomstolen har Migrationsöverdomstolen undanröjt såväl migrationsdomstolens dom som Migrationsverkets beslut i MIG 2006:7.[32]
- I mål om uppehållstillstånd på grund av anknytning har migrationsdomstolen underlåtit att kommunicera handling som den klagande gett in med Migrationsverket, trots att handlingen återgetts i domen. Migrationsdomstolens dom har undanröjts i MIG 2007:3.

#### Vittnesförhör
Rätten får förordna om förhör med vittne eller sakkunnig. Sådant förhör ska äga rum vid den muntliga förhandlingen. Förhöret får hållas under ed. Om förhör gäller 36 kap. (1942:740) och 40 kap. rättegångsbalken (1942:740).

### Interimistiska beslut
Domstol kan förordna att det överklagade beslutet tills vidare icke skall gälla (inhibition).
- Mark- och miljödomstol som inte var behörig att slutligt avgöra målet kan då inte heller meddela beslut om inhibition enligt MÖD 2005:13.[35]

### Rättens beslut
Rättens avgörande får ej gå utöver vad som yrkats i målet. Det är därför viktigt att part redan när han ger in sin första skrift till domstolen preciserar sin talan. Vill han utvidga sin talan kan detta i allmänhet inte ske i samma mål utan part tvingas att väcka ny talan i förvaltningsrätt. Inskränkning av talan kan alltid ske.
En sökande, klagande eller annan part ska underrättas om innehållet i det beslut varigenom domstolen avgör målet. Parten behöver dock inte underrättas, om det är uppenbart obehövligt.
Om beslutet går parten emot och kan överklagas, ska han underrättas om hur han kan överklaga det. Sådan underrättalse benämns ofta besvärshänvisning.
Han ska också underrättas om sådana avvikande meningar som avses i 19 § förvaltningslagen eller som har antecknats enligt särskilda bestämmelser.
Domstolen bestämmer om underrättelsen ska ske muntligt, genom vanligt brev, genom delgivning eller på något annat sätt. Underrättelsen ska dock alltid ske skriftligt, om parten begär det.

### Övriga regler
Rätten får inte ta hänsyn till annat än vad handlingarna i målet innehåller eller vad som framkommit under muntlig förhandling, vilket exemplifierats i tidigare åberopade MIG 2007:7. Domen eller beslutet ska tillställas part. Skiljaktig mening ska anges i beslutet om det förekommit. Kan beslutet överklagas ska besvärshänvisning lämnas. Fordras prövningstillstånd ska det också anges.

## Överklagande
Överklagande ska alltid vara skriftligt. Skriften ska undertecknas av klaganden eller hans ombud och inges eller sändas till den förvaltningsrätt vars beslut överklagas.

## Prövningstillstånd i kammarrätt
Prövningstillstånd i kammarrätt behövs inte när talan förs av Justitieombudsmannen (JO) eller av Justitiekanslern (JK), detta på grund av att lagstiftaren ansåg dessa organ vara så kompetenta att de inte skulle överklaga beslut som var korrekta. Meddelas inte prövningstillstånd, står förvaltningsrättens beslut fast. En upplysning om detta ska tas in i kammarrättens beslut. Prövningstillstånd fordras bland annat vid avvisande av beslut av miljödomstol enligt MÖD 2002:52:{{{3}}} överklagande hos kammarrätten dels när förvaltningsrätten avvisat ett för sent inkommet överklagande av ett kommunalt beslut dels när länsrätten i ett mål om bistånd enligt socialtjänstlagen avvisat ett för sent inkommet överklagande av länsrättens egen dom enligt RÅ 1997 ref. 69.

## Prövningstillstånd i Högsta förvaltningsdomstolen
Ett överklagande av kammarrättens beslut i ett mål som har väckts hos kammarrätten genom överklagande, underställning eller ansökan prövas av Högsta förvaltningsdomstolen (tidigare Regeringsrätten) endast om domstolen har meddelat prövningstillstånd. Att vissa undantag gäller när Justitieombudsmannen eller JK överklagar framgår av 35 § (1971:291).

## Resning
Resning får beviljas i mål eller ärende om det på grund av något särskilt förhållande finns synnerliga skäl att pröva saken på nytt. Någon tidsfrist inom vilken den enskilde skall göra sin ansökan finns inte föreskriven och har inte heller utbildats i praxis. Även domar och beslut i rättsprövningsmål är resningsbara enligt NJA 2001 s. 31.

## Återställande av försutten tid
Om tiden för överklagande har försuttits på grund av omständighet som utgör giltig ursäkt, får tiden återställas.
Återställande av försutten tid har beviljats 
- då skrivelsen med överklagandet, trots att den avsänts på en onsdag i sådan tid att den kunnat postbehandlas samma dag, inte kommit in till beslutsmyndigheten ännu på fredagen, då tiden för överklagande gick ut, utan först påföljande måndag enligt RÅ 1996 ref. 20
- då bestämmelserna i 10 § om kommunikation av handling inte har följts enligt RÅ 1996 ref. 37 har ansetts tillämpliga i mål om återställande av försutten tid. Båda dessa mål är dessutom plenimål, det vill säga att de har avgjorts av hela Regeringsrätten.

## Straff
Den som fotograferar eller stör förhandling eller uttalar sig otillbörligt kan dömas till böter.

## Jäv
Jäv handläggs enligt reglerna i 4 kap. 13 § Rättegångsbalken (1942:740).